# Витязь Янош (мультфильм)
«Витязь Янош» (венг. János vitéz) — венгерский анимационный фильм Марцеля Янковича, снятый в 1973 году. Считается первым полнометражным мультфильмом, сделанным в Венгрии. 
В 2019 году мультфильм был отреставрирован и выпущен в цифровой версии.

## Сюжет
По мотивам одноимённой эпической поэмы национального поэта Шандора Пётефи 1845 года о приключениях молодого пастуха, прошедшего через любовь, войну, волшебство и смерть.
Пастух по имени Янош, изгнанный из родного села из-за гнева отчима, вынужден расстаться с любимой Илушкой — сиротой, живущей под властью злой мачехи-ведьмы. Он отправляется в долгое странствие, в ходе которого сталкивается с разбойниками, служит гусаром, участвует в сражении на стороне французского короля против турок, освобождает королевну из плена, побеждает великанов, чудом спасается во время шторма и расправляется с ведьмами. На протяжении всех испытаний он не перестаёт думать о своей возлюбленной и мечтает вернуться к ней.

## Роли озвучивали
- Дьёрдь Черхальми — Янош
- Анико Надь — Илушка
- Эржи Партош — мачеха
- Антал Фаркаш — владелец
- Габор Мади Сабо — незаконный лидер
- Дьёрдь Барди — гусарский капитан
- Янош Кёрменди — французский король
- Эржебет Кутвёльдьи — принцесса

## Производство
Фильм был снят по заказу венгерского правительства к 150-летию со дня рождения Шандора Пётефи на студии Pannónia Filmstúdió и стал известен как первый полнометражный анимационный фильм венгерского производства. Съемка велась 22 месяца командой из 130 человек. На визуальный стиль оказали влияние венгерское народное искусство и фильм Джорджа Даннинга 1968 года «Желтая подводная лодка», который считается любимым фильмом Марцеля Янковича.